# Línia 7 d'autobusos de Barcelona
La línia 7 és una línia regular d'autobús de la ciutat de Barcelona, gestionada per l'empresa TMB. Aquesta línia d'autobús fa el trajecte des del  Fòrum fins a Zona Universitària amb una freqüència en hora punta de 6 a 10 min.

## Horaris
| 7         | Primer servei         | Primer servei | Darrer servei         | Darrer servei |
| 7         | A: Zona universitària | A: Fòrum      | A: Zona universitària | A: Fòrum      |
| Feiners   | 05:50                 | 06:35         | 22:25                 | 23:05         |
| Dissabtes | 06:00                 | 06:45         | 22:25                 | 23:05         |
| Festius   | 08:00                 | 08:45         | 22:25                 | 23:05         |